# ウィアード・テイルズ

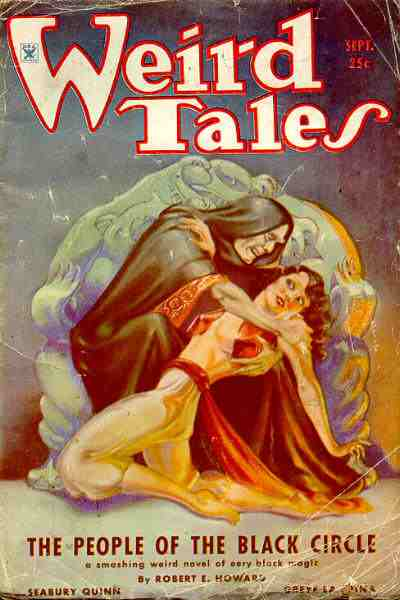
1934年9月号表紙。マーガレット・ブランデージ画。

ウィアード・テイルズ（Weird Tales）は、1923年に創刊されたアメリカのパルプ・マガジンである。怪奇小説、ファンタジー小説、SF小説の専門誌。

## 概要
クトゥルフ神話のラヴクラフト、『サイコ』のロバート・ブロック、『火星年代記』のレイ・ブラッドベリ、『英雄コナン』のロバート・E・ハワードなど錚々たる顔ぶれが並ぶファンタジー界でもっとも影響のあった雑誌と評価される。しかしこれは後世の評価であり、発刊当時は格安の娯楽雑誌に過ぎなかった。何度も経営難を切り抜け、この手の雑誌の中では長い期間活動し続けたことも特記に値する。取り分け黄金時代を支えた編集長ファーンズワース・ライトは、「もっともファンタジー界に影響を与えた」と言われる。

## 歴史

### 創刊
19世紀後半において雑誌は、まだ詩や小説のようなフィクション作品を掲載することがなかった。1896年10月、フランク・ムンジー社は、安価なパルプ紙を使用した雑誌を印刷し始めたが、これがパルプ雑誌の始まりといわれている。1906年に『Railroad Man's Magazine』という鉄道雑誌が登場すると特定のジャンルに絞った編集が行われるようになった。やがて探偵・犯罪小説、サイエンスフィクション、ファンタジー、ホラー作品などの専門誌が1916年までに登場する。
1922年にジャーナリストのジェイコブ・C・ヘネバーガーは、『College Humour』と『Fun of Magazine』を発刊した。またランシンガー（J.M.Lansinger）と提携し、1922年10月1日に『ディテクティヴ・テイルズ』の発刊を始めたものの振るわなかった。ヘネバーガーは、エドガー・アラン・ポーのファンでもあったためホラー小説の専門誌、『ウィアード・テイルズ』も姉妹紙として創刊することを望んだ。

### エドウィン・ベアードの時代（創刊号～1924年4月号）
社主ヘネバーガーは、1923年3月、『ディテクティヴ・テイルズ』誌の姉妹誌としてウィアード・テイルズを創刊した。
ヘネバーガーは、初代編集長にエドウィン・ベアード（en:Edwin Baird）を起用し、後に2代目編集長となるライトや冒険小説家のオーティス・アデルベルト・クラインも編集に協力した。執筆陣としてハワード・フィリップス・ラヴクラフト、クラーク・アシュトン・スミス、シーベリイ・クインなどの作家を擁していた。彼らは後に同誌最高の作家との評価を得た逸材たちであった。
支払い率は極めて悪く、1語につき0.5セント、有名な作家に対してのみ1語1セントに引き上げられた。それでも伝統的なゴースト・ストーリーが中心であったこと、ごく短い作品が多くストーリーの発展性に乏しかったことなどが原因で部数が伸び悩んだ。ヘナバーガーは、ベッドシーツサイズ（9インチ×12インチ）の大きなパルプ紙に変更し、目立つように工夫したが解決にならなかった。やがて本誌は、40,000ドル（60,000ドルの説もある）の負債を抱えることとなり、第13号の発刊の後、ベアードは解雇された。
この間、ヘナバーガーは、ランシンガーに『College Humour』や『Detective Tales』を売却した金額を負債に充てたり、印刷会社ポピュラー・フィクション・パブリッシングと交渉を続けたりした。またラヴクラフトに編集者にならないかと話を持ち掛けブルックリンを2度訪ねたとしている。ラヴクラフトのフランク・ベルナップ・ロングへの手紙では、「ヘナバーガーは、ポウやマッケンのような恐怖小説に絞った雑誌を望んでいる。私にうってつけの雑誌だ。」と書いている。ラヴクラフトは、若い頃から校正（ほとんどゴーストライター）や多くの作家にアドバイスしていたこともあり一定の収入が得られることもヘナバーガーは、提案のうちに含めていた。しかしラヴクラフトは、ニューヨークを離れて、もっと寒いシカゴに移るという条件を嫌がって実現しなかった。

### ファーンズワース・ライトの時代（1924年5月号～1940年4月号）
2代目編集長ファーンズワース・ライト（en:Farnsworth Wright）は、同誌の看板編集長となった。
ライト自身も小説を書いていたはずだが、本人は忘れてしまったと振り返っている。192ページになる豪華版1924年5・6・7月合併号は、ベアードの名前で発刊されたが、実質はライトとオーティス・クラインが編集した。ライトはパーキンソン病に苦しんでおり、自分で署名することも出社や退社にも助けが要るほどだった。彼の名前で発刊された最初の刊は1924年11月号で、それ以降、定期的に発刊されるようになった。彼は、ベッドシーツサイズだった印刷用紙を元のサイズに戻し、作家たちへの支払い率を最終的に1語、1.5セントにまで上げた。
しかし、ライトの采配と関係なく親会社ポピュラー・フィクション・パブリッシングは『オリエンタル・ストーリーズ』を発刊し3年間、売り上げ不振となり社長のコーネリアスが辞めるまで続けられた。1930年に銀行が資本を凍結し、この年の発刊は、2・3月合併号、4・5月合併号、6・7月合併号の隔月に移行し8月号から通常に復帰した。1938年にコーネリアスが引退するとウィリアム・J・デラニーがポピュラー・フィクション・パブリッシングを購入した。ライトらウィアード・テイルズの社員にも株式が分配され、シカゴとニューヨークにあった二つの編集事務所はニューヨークに移され、ライトも移住した。デラニーが経営者となると方針が転換され、1939年2月号は、144ページから160ページに増量し、値段も引き上げられた。これは収益を向上させるためだったが、裏目に出る。同年9月号にも128ページにまで減らされ値段も25セントから15セントに引き下げられた。それでもダメージが抜けず1940年1月号からは隔月になり、これが廃刊まで続いた。1940年3月にライトは辞表を提出した。これが健康上の理由だったのか売り上げ不振に責任を感じたのかは、不明となっている。
ライトは、ベアードよりも多くの作家、多くの選択肢を持っていたにもかかわらず、ラヴクラフト、スミス、クインの作品を掲載し続けた。但し、ラヴクラフトの代表作である「狂気の山脈にて(At the Mountains of Madness)、「インスマウスの影(Shadow Over Innsmouth)」、「クトゥルフの呼び声(The Call of Cthulhu)」は掲載を拒否され、スミスの描くヒロイック・ファンタジー「ハイパーボリアもの」の多くもまた同様に掲載を拒否されている。このこともあってラヴクラフトのライトに対する評価は低く、商業主義者と断じていたこともある。
ライトは、新たな作家としてハリー・フーディーニ、ロバート・ブロック、ロバート・E・ハワード、C・A・スミス、フランク・ベルナップ・ロング、オーガスト・ダーレス、エドモンド・ハミルトンなどを起用した。また彼は脚本家テネシー・ウィリアムズの作品を最初に出版したことでも知られる。なかでも特筆すべきは、1933年から同誌の表紙画家として、ファッション・デザイナー兼イラストレーターのマーガレット・ブランデージ（en:Margaret Brundage）を起用したことである。彼女はセミヌードもしくは裸体であるかのように見える刺激的なポーズのうら若き美女（そしてもちろん怪物や悪漢たち）をモチーフにし、「Damsel in distress」のテーマのもと、多くの素晴らしいイメージを作り出した。彼女の作品はあまりに扇情的過ぎるとして大論争を起こした一方、同誌の売れ行きに大いに貢献した。更にライトはファンタジーアート史上重要な2人のアーティスト、ヴァージル・フィンレイとハネス・ボクを世に出したことでも知られる。
しかし1936年6月にハワードが自殺し、翌1937年3月にはラブクラフトが病没、1939年2月にライバル誌『ストレンジ・ストーリーズ』、3月に『アンノウン』が参入したことなど不運が続き、1940年6月には持病であったパーキンソン病によってライト自身が死去。『ウィアード・テイルズ』の第二期は、終焉を迎える。

### ドロシー・マックルレイスの時代（1940年5月号～終刊号）

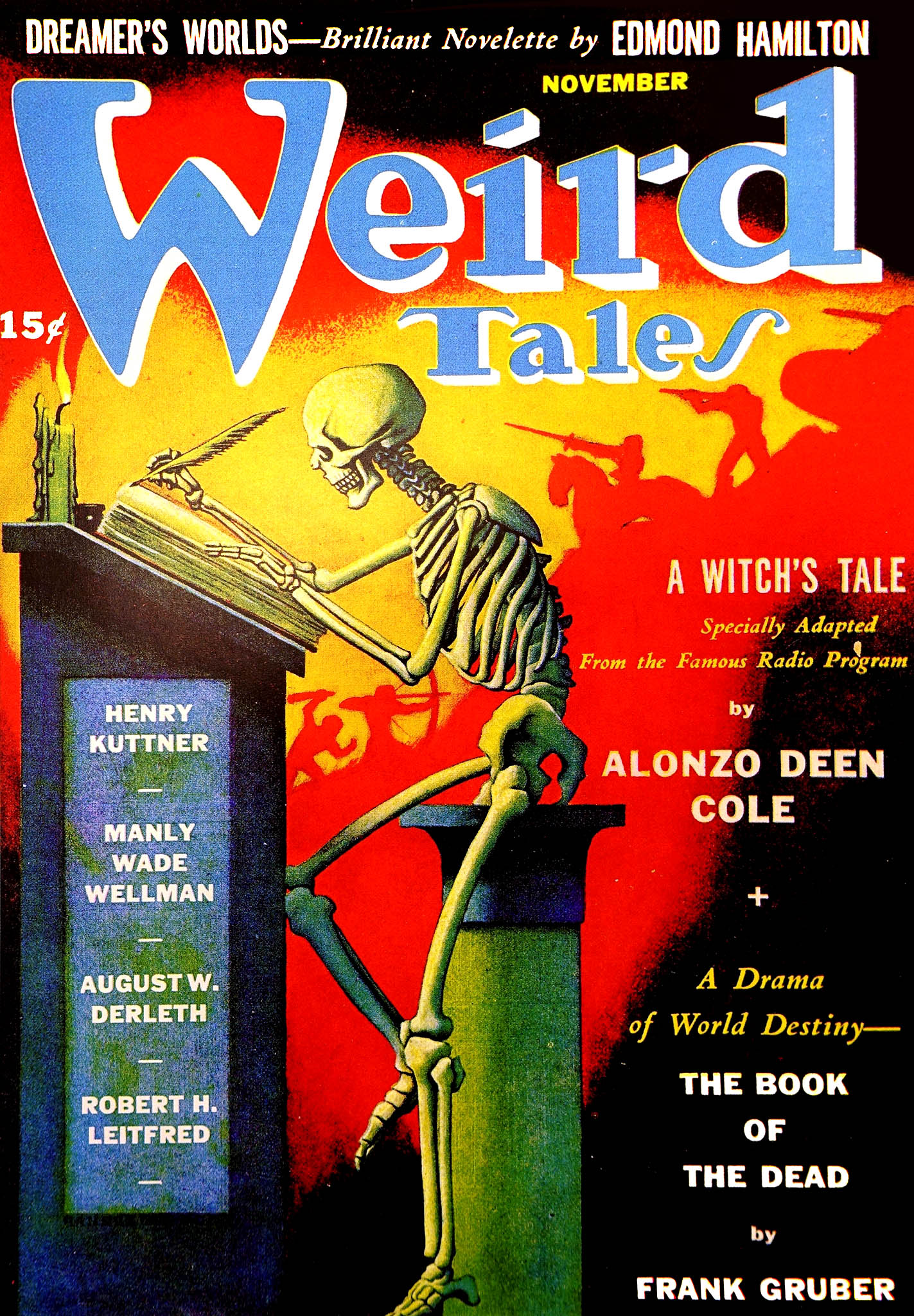

1940年4月から三代目編集長ドロシー・マックルレイス（en:Dorothy McIlwraith）の下で、より新しい作家たち（レイ・ブラッドベリ、M・W・ウェルマン、フリッツ・ライバー、ヘンリー・カットナー、C・L・ムーア、シオドア・スタージョン、ジョセフ・ペイン・ブレナン、ジャック・スノー、マーガレット・セント・クレアなど）の参入が始まった。またオーガスト・ダーレスら、いわゆるラヴクラフト・サークルの作品も度々掲載された。
大部分のパルプ誌と同様に、ウィアード・テイルズは、第二次世界大戦中の紙不足に苦しめられた。戦後になるとまた、他のコミック誌（アメリカン・コミックス）、ラジオドラマ、テレビ、安価なペーパーバックの小説との競争に苦しむこととなり、その結果、1954年9月の第279号をもって廃刊となった。

### 復活
ウィアード・テイルズは、続く10年間に幾度か短命な再生を遂げている（サム・モスコウィッツ編集、レオ・マルグリース(Leo Margulies)発行による1970年代初期の4号を含む）。
ロバート・ワインバーグとヴィクター・ドリックス(Victor Dricks)は、マルグリースの死後、「ウィアード・テイルズ」の名前を購入し、1981年から1983年にかけて、リン・カーター編集による4冊のペーパーバック版アンソロジーを刊行した。
その後ウィアード・テイルズは、出版・編集者としてジョージ・H・シザース(George H. Scithers)、ジョン・グレゴリー・ベタンコート(John Gregory Betancourt)、ダレル・シュバイツァー(Darrell Schweitzer)を迎え、1988年に290号から復活、再スタートを果たした。復活したウィアード・テイルズは、商業的成功を収めた（あくまでフィクション系の雑誌の範疇であるが）。また現代の著名作家（タニス・リー、ブライアン・ラムレイ、トーマス・リゴッティ(en:Thomas Ligotti）など）の作品を掲載・発表した。
ウィアード・テイルズは、2000年の前後数年においては、DNAパブリケーション・チェーン(DNA Publications chain)の一部となり、また2005年には、かつての副編集者ベタンコートの所有するワイルドサイド・プレスに売却され、隔月刊誌となった。
2007年初頭、ワイルドサイド・プレスは、新たなクリエイティブ・ディレクター兼フィクション・エディターとしてステファン・シーガル(Stephen Segal)、ノンフィクション・エディターとしてアン・ヴァンダーミーア(Ann VanderMeer)を迎えるというウィアード・テイルズの改造を発表した。シザースとシュバイツァーは貢献者(contributor)、ベタンコートは出版者(publisher)として残留された。新体制で刊行される2007年4-5月号は、75年におよぶ同誌の歴史の中でも、まったく新規なデザインのものとされる予定とされた。

## 本誌に寄稿した主な作家
- ハワード・フィリップス・ラヴクラフト
- ロバート・E・ハワード
- クラーク・アシュトン・スミス
- ロバート・ブロック
- オーガスト・ダーレス
- フランク・ベルナップ・ロング
- ヘンリー・カットナー
- フリッツ・ライバー
- マンリー・ウェイド・ウェルマン
- エドモンド・ハミルトン
- レイ・ブラッドベリ
- C・L・ムーア
- O・A・クライン
- ヘンリー・S・ホワイトヘッド